# Horipsestis

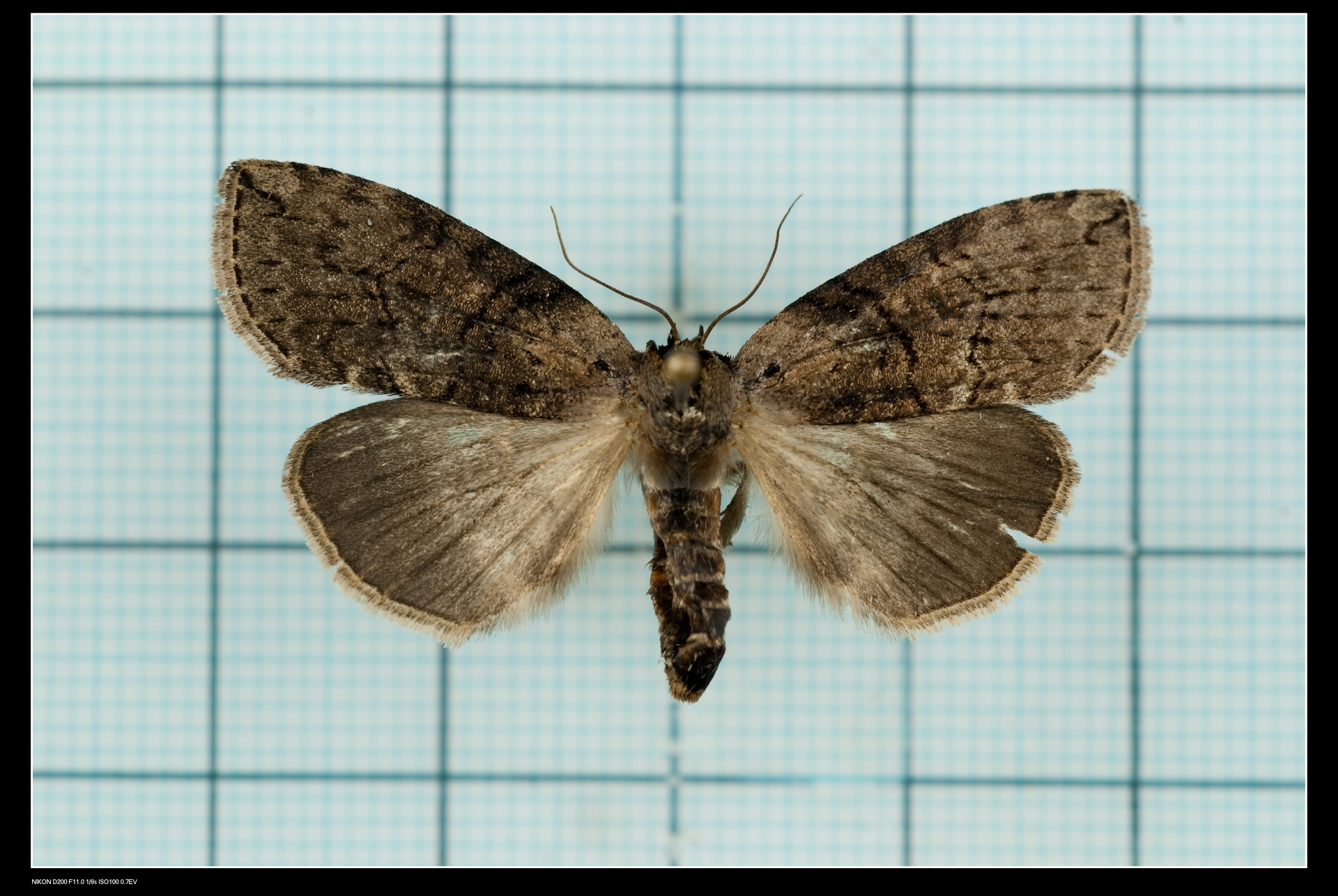
Fotografia d'un especimen de Horipsestis.

Horipsestis és un gènere de papallones nocturnes de la subfamília Thyatirinae de la família Drepanidae.

## Taxonomia
- Horipsestis aenea (Wileman, 1911)
- Horipsestis angusta Yoshimoto, 1996
- Horipsestis kisvaczak Laszlo, G.Ronkay, L.Ronkay & Witt, 2007
- Horipsestis minutus (Forbes, 1936)
- Horipsestis mushana (Matsumura, 1931)